# Кривенко, Василий Силович
Васи́лий Силович Криве́нко (1854—1931) — русский писатель и общественный деятель.
Окончил Петровский Полтавский кадетский корпус. Начал службу офицером в лейб-гвардии Финляндском полку. Окончил курс в военно-юридической академии.
В 1881 перешёл на службу в Министерство Императорского Двора; одно время управлял канцелярией министра. Начал писать в 1876—1877 в «Военном сборнике», «Пчеле» и «Новостях». Позднее стал активным сотрудником «Нового времени».
Принимал активное участие в организации «Русского театрального общества» и был его председателем. Избирался гласным Санкт-Петербургской городской думы. Под его председательством были выработаны положения об участковых попечительствах, о работном доме и о разборе и призрении нищих.

## Напечатал
- «Сборник кратких сведений о правительственных учреждениях» (СПб., 1889)
- Кривенко В. С. Поездка на Юг России в 1888 году // Исторический вестник, 1891. — Т. 43. — № 1. — С. 145—203.
- «Очерки Кавказа» (СПб., 1891);
- «Путешествие Его Императорского Высочества Наследника Цесаревича на Восток. От Гатчины до Бомбея» (СПб., 1891);
- «По Дагестану» и «Вдали от родных» (СПб., 1896);
- Коронационный сборник 14 мая 1896 года
- «В дороге и на месте» (СПб., 1899);
- «Юнкерские годы» (СПб., 1898);
- «Учебное дело» (СПб., 1901);
- «На окраинах» (СПб., 1901),
- «Железнодорожные направления» (СПб., 1903).